# فرنسيسكو بونغو
فرنسيسكو بونغو (بالإسبانية: Francisco Pungo)‏ هو لاعب كرة قدم كولومبي في مركز الهجوم، ولد في 13 أبريل 1998 في كولومبيا. لعب مع Rio Grande Valley FC Toros ‏.